# World League di pallavolo 1992
La III World League di pallavolo si svolse dal 1º maggio al 5 settembre 1992. Dopo la fase a gironi, la fase finale, a cui si qualificarono le prime due squadre classificate nei tre gironi di qualificazione, si disputò dal 30 agosto al 5 settembre al palasport della Fiera di Genova, in Italia. La vittoria finale andò per la terza volta all'Italia.

## Squadre partecipanti
| - Comunità degli Stati Indipendenti - Francia - Germania - Italia - Paesi Bassi | - Brasile - Canada - Cuba - Stati Uniti | - Cina - Corea del Sud - Giappone |

## Gironi
| Gruppo A                                                    | Gruppo B                         | Gruppo C                             |
| ----------------------------------------------------------- | -------------------------------- | ------------------------------------ |
| Cina Comunità degli Stati Indipendenti Giappone Stati Uniti | Canada Cuba Germania Paesi Bassi | Brasile Corea del Sud Francia Italia |

## Fase finale

### Girone unico
Le vincenti di ogni gruppo giocano due partite con le squadre classificatesi al secondo posto negli altri due gruppi. Nella classifica vengono inoltre considerati i quattro scontri diretti con la rispettiva avversaria di girone nella prima fase.

### Finali 1º e 3º posto
|  | Semifinali  | Semifinali  | Semifinali |      |        | Finale          | Finale          | Finale          |  |
|  |             |             |            |      |        |                 |                 |                 |  |
|  | Italia      | Italia      | 3          |      |        |                 |                 |                 |  |
|  | Italia      | Italia      | 3          |      |        |                 |                 |                 |  |
|  | Stati Uniti | Stati Uniti | 0          |      |        |                 |                 |                 |  |
|  | Stati Uniti | Stati Uniti | 0          |      | Italia | Italia          | 3               |                 |  |
|  |             |             |            |      | Italia | Italia          | 3               |                 |  |
|  |             |             | Cuba       | Cuba | 1      |                 |                 |                 |  |
|  | Cuba        | Cuba        | Cuba       | Cuba | 1      | 3               |                 |                 |  |
|  | Cuba        | Cuba        |            |      |        | 3               |                 |                 |  |
|  | Paesi Bassi | Paesi Bassi | 1          |      |        | Finale 3º posto | Finale 3º posto | Finale 3º posto |  |
|  | Paesi Bassi | Paesi Bassi | 1          |      |        |                 |                 |                 |  |
|  |             |             |            |      |        |                 |                 |                 |  |
|  |             |             |            |      |        | Stati Uniti     | Stati Uniti     | 3               |  |
|  |             |             |            |      |        | Stati Uniti     | Stati Uniti     | 3               |  |
|  |             |             |            |      |        | Paesi Bassi     | Paesi Bassi     | 1               |  |

## Classifica finale
| Classifica | Squadre                           |
| ---------- | --------------------------------- |
|            | Italia                            |
|            | Cuba                              |
|            | Stati Uniti                       |
| 4          | Paesi Bassi                       |
| 5          | Brasile                           |
| 6          | Comunità degli Stati Indipendenti |
| 7          | Canada                            |
| 8          | Corea del Sud                     |
| 9          | Cina                              |
| 10         | Giappone                          |
| 11         | Francia                           |
| 12         | Germania                          |

## Premi individuali
- MVP: Lorenzo Bernardi

Il cubano Raúl Diago, miglior palleggiatore dell'edizione

- Miglior schiacciatore: Marcelo Negrão
- Miglior muro: Ruslan Olichver
- Miglior servizio: Andrea Zorzi
- Miglior palleggiatore: Raúl Diago
- Miglior ricevitore: Xiang Chang
- Miglior difensore: Jan Posthuma